# Diamphipnoa colberti
Diamphipnoa colberti is een steenvlieg uit de familie Diamphipnoidae. De wetenschappelijke naam van de soort is voor het eerst geldig gepubliceerd in 2008 door Stark.